# 薬師寺志光
薬師寺 志光（やくしじ しこう、1889年（明治22年）-1984年（昭和59年）7月23日）は日本の民法学者。法政大学名誉教授、元愛知大学・國學院大學教授。

## 略歴
愛媛県吉田町に生まれる。宇和島中学校、第一高等学校を経て、東京帝国大学法学部に入学する。1915年（大正4年）に東京帝国大学を卒業し、司法官試補をへて、1918年（大正7年）に東京地方裁判所判事に就任する。1920年（大正9年）に退官し、大学時代の恩師である乾政彦の法律事務所に勤務する。同年、法政大学法学部教授に就任する。1923年（大正12年）から1927年（昭和2年）までドイツ、イギリス、フランスに留学する。1934年（昭和9年）、『留置権論』により法学博士（東京帝国大学）を授与される。1946年（昭和21年）から1950年（昭和25年）まで司法試験委員を務め、1948年（昭和23年）に司法研修所教官を務める。1962年（昭和37年）に法政大学を停年退職し、その後、愛知大学教授を経て、1964年（昭和39年）に國學院大学教授に就任する。また、法政大学理事、日本私法学会理事を務めた。

## 主な著書
- 『借地法借家法論』（清水書店、1923）
- 『民事判例研究』（巌松堂書店、1925）
- 『留置権論』（三省堂、1935）
- 『民法総則概論』（法政大学出版局、1950）
- 『親族法概論』（法政大学出版局、1950）
- 『日本民法総論新講』（文徳社、1952）
- 『物権法概論』（法政大学出版局、1961）
- 『民法入門』（高文堂出版社、1973）